# Henny Porten

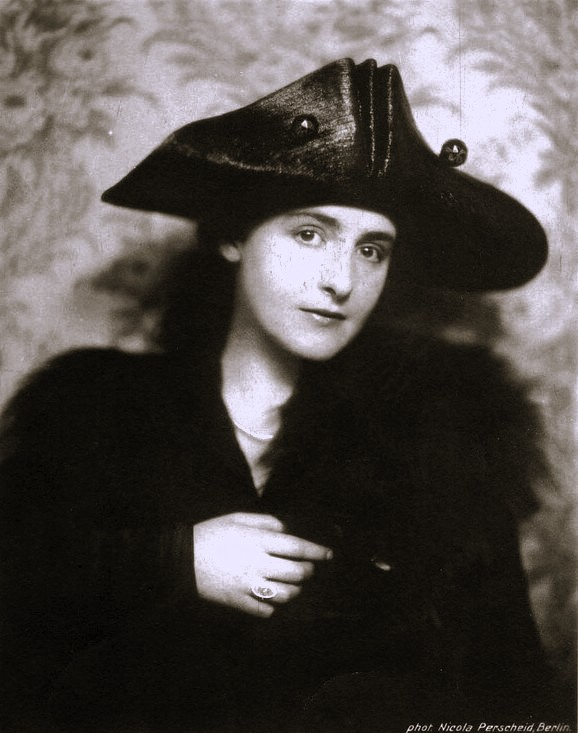
Henny Porten auf einer Fotografie von Nicola Perscheid, circa 1925

Henny Frieda Ulricke Porten (* 7. Januar 1890 in Magdeburg; † 15. Oktober 1960 in West-Berlin) war Schauspielerin und ein Star des deutschen Stummfilms.

## Leben
Noch im Jahr der Geburt von Henny zog die ursprünglich aus Schweich an der Mosel stammende Familie Porten von Magdeburg ins Ruhrgebiet. Der Vater Franz Porten hatte in Dortmund die Leitung des Stadttheaters übernommen, nachdem er in Magdeburg als Opernsänger tätig gewesen war. 1895 zog die Familie dann nach Berlin. Hier besuchte Porten die Schule.

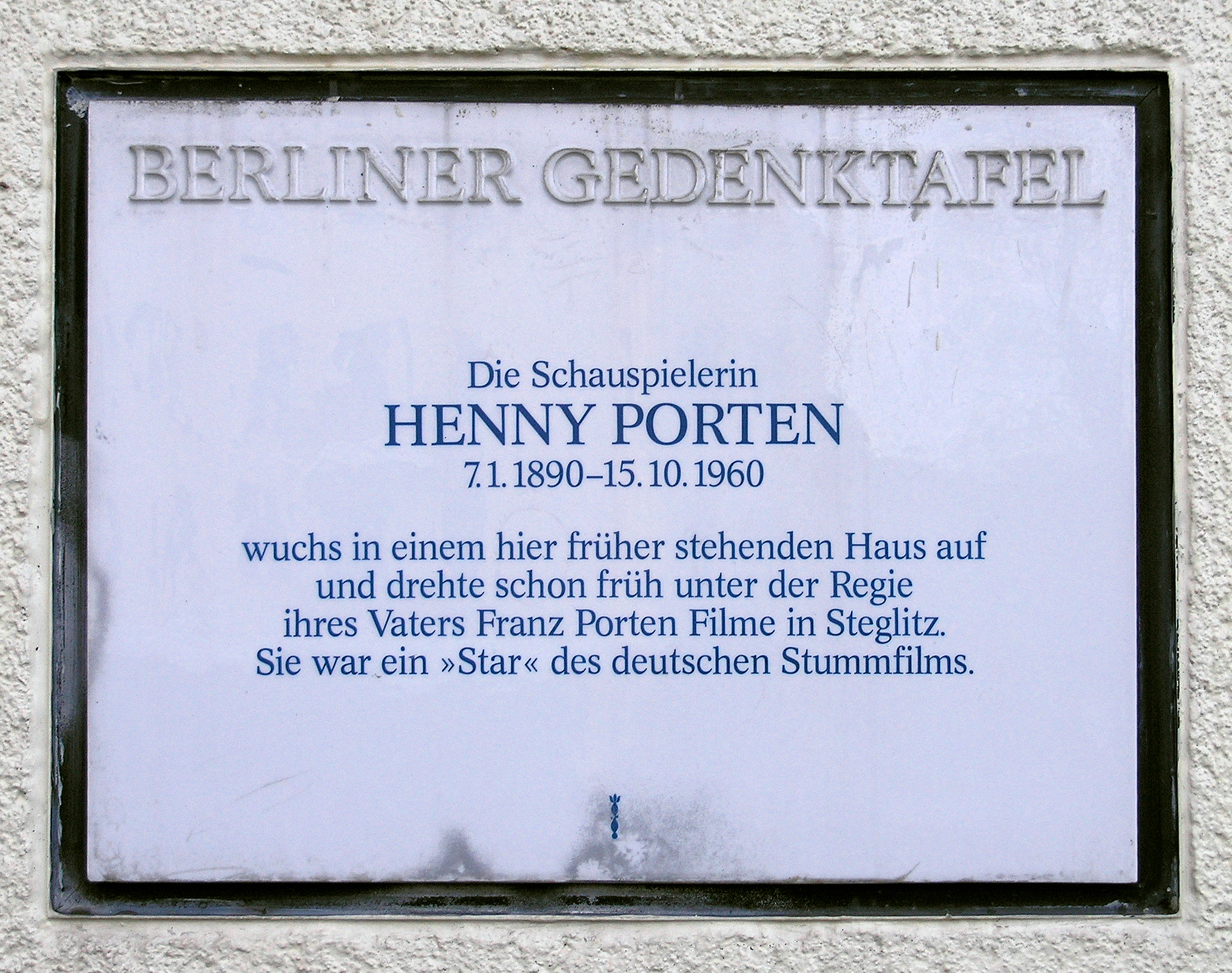
Gedenktafel am Hause Albrechtstraße 40, Berlin-Steglitz

Über ihren Vater und dessen Freundschaft zum Filmproduzenten Oskar Messter hatte sie ab 1906 unter der Regie ihres Vaters erste Auftritte vor der Kamera. Ihr Debütfilm hieß Meißner Porzellan. Ende 1910 wurde nach dem Drehbuch ihrer Schwester Rosa Porten Das Liebesglück der Blinden gedreht, der erste deutsche Film mit einer in sich geschlossenen Handlung. In den gesamten 1910er Jahren war sie aktiv beim Film tätig und avancierte neben Asta Nielsen zum ersten deutschsprachigen Filmstar. Am 11. Oktober 1912 heiratete sie den Schauspieler und Regisseur Curt A. Stark, der mehrere Filme mit ihr als Hauptdarstellerin inszenierte. Stark fiel 1916 im Ersten Weltkrieg. Unter Messters Produzentenschaft drehte Porten 1917 einen bis zum Kriegsende wiederholt aufgeführten, erfolgreichen dreiminütigen Werbekurzfilm mit dem Titel Hann, Hein und Henny für den Ankauf von Kriegsanleihen. Damit machten sich die Anleihenverkäufer den ikonographischen Wert der Porten als Werbeträgerin zunutze.
Im Jahr 1919 folgte der Film Irrungen mit einer sozialkritischen Handlung. Im gleichen Jahr spielte sie in einer Verfilmung von Gerhart Hauptmanns Drama Rose Bernd. Großen Erfolg hatte sie unter der Regie von Ernst Lubitsch und als Partnerin von Emil Jannings 1920 in Anna Boleyn und im selben Jahr in Kohlhiesels Töchter. Im Jahr 1921 setzte sie die Arbeit mit namhaften Regisseuren fort, unter Ewald André Dupont spielte sie in der ersten Verfilmung die Geierwally, unter Leopold Jessner in dem Kammerspielfilm Hintertreppe, 1923 unter Robert Wiene in dem Monumentalfilm I.N.R.I.
Porten gründete 1919 eine eigene Film-Produktionsgesellschaft, die 1924 mit der Firma von Carl Froelich fusionierte. Dem Tonfilm begegnete sie zunächst nur mit erheblicher Skepsis, gab jedoch 1930 mit dem Film Skandal um Eva ihr erfolgreiches Debüt.

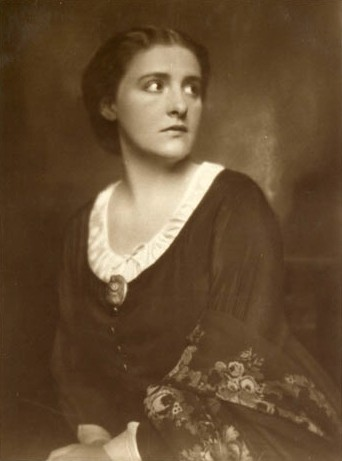
Henny Porten auf einer Fotografie von Nicola Perscheid, circa 1920

Am 24. Juli 1921 heiratete sie in zweiter Ehe den jüdischen Arzt Wilhelm Ritter von Kaufmann-Asser (1888–1959), damals Leiter des Sanatoriums „Wiggers Kurheim“ in Garmisch-Partenkirchen. Er übernahm von diesem Jahr an die Produktionsleitung ihrer Filme. 1922 bezog das Ehepaar eine Villa in der Dahlemer Parkstraße 74 (heute Bernadottestraße). 1935 zog es dann an den Sachsenplatz 10 (heute Brixplatz) im Berliner Ortsteil Westend.

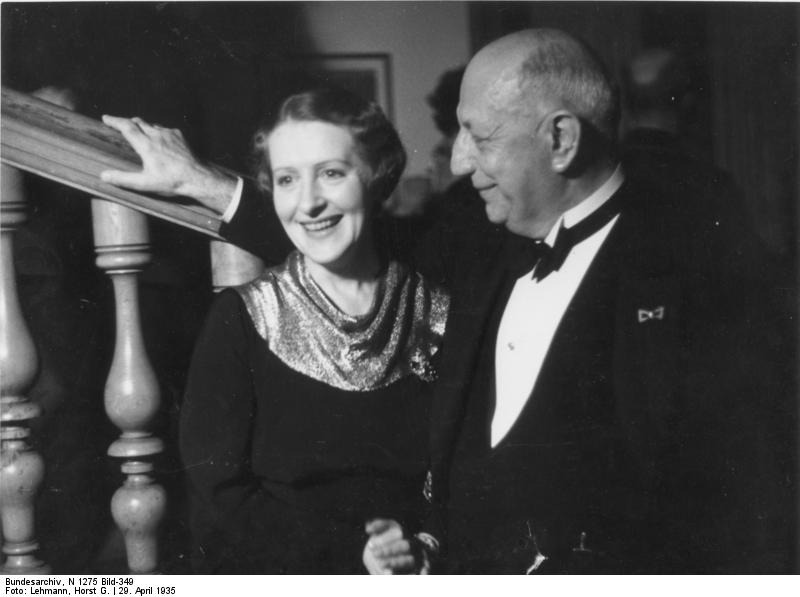
Henny Porten mit Oskar Messter, 1935

Da Henny Porten an ihrer Ehe mit Wilhelm von Kaufmann-Asser festhielt, versuchten die Nationalsozialisten nach ihrer Machtübernahme, die weitere Mitwirkung von Porten in Spielfilmen zu unterbinden. Dennoch kamen, unter anderem wegen der Fürsprache von Albert Göring, noch insgesamt neun Filme zustande. Bei weiteren Produktionen, in deren Vorbereitung Henny Porten einbezogen war, wurden ihr die Rollen unmittelbar vor Drehbeginn entzogen. Sie stand 1944 in der Gottbegnadeten-Liste des Reichsministeriums für Volksaufklärung und Propaganda.
Nach 1945 zeigte die westdeutsche Filmindustrie kein Interesse an der alternden Schauspielerin mehr. 1954 nahm Henny Porten trotz des inzwischen herrschenden Kalten Krieges ein Angebot der DEFA an. Mit zwei letzten, in Babelsberg gedrehten Filmen verabschiedete sich Henny Porten in den Rollen der Zirkusdirektorin Carola Lamberti und des gütig-weisen Fräuleins von Scuderi.
Die Legende, dass Henny Porten viele Jahre in dem Haus Kurfürstenstraße 58 (heute Café Einstein Stammhaus) in Tiergarten gewohnt haben soll, lässt sich anhand der Berliner Adressbücher nicht bestätigen. Ausgebombt verließ sie 1945 Berlin und lebte für zwölf Jahre in Ratzeburg, im ersten Jahr provisorisch bei Emmy von Weber, geb. Rée, der Witwe Theodor von Webers. 1957 kehrte sie nach Berlin zurück und war im selben Jahr Gast in einer Anzahl von Fernsehsendungen.
Am 15. Oktober 1960 starb Henny Porten nach schwerer Krankheit im Alter von 70 Jahren in einem Berliner Krankenhaus. Sie wurde eingeäschert und ihre Urne in der Gruft der Familie ihres Gatten im Untergeschoss der Friedhofskapelle des Kaiser-Wilhelm-Gedächtnis-Friedhofs in Charlottenburg (heutiger Ortsteil Berlin-Westend) beigesetzt. Eine einfache Inschriftentafel mit Ornamentrahmung an der Südmauer der Friedhofskapelle markiert die Grabstelle.

## Ehrungen

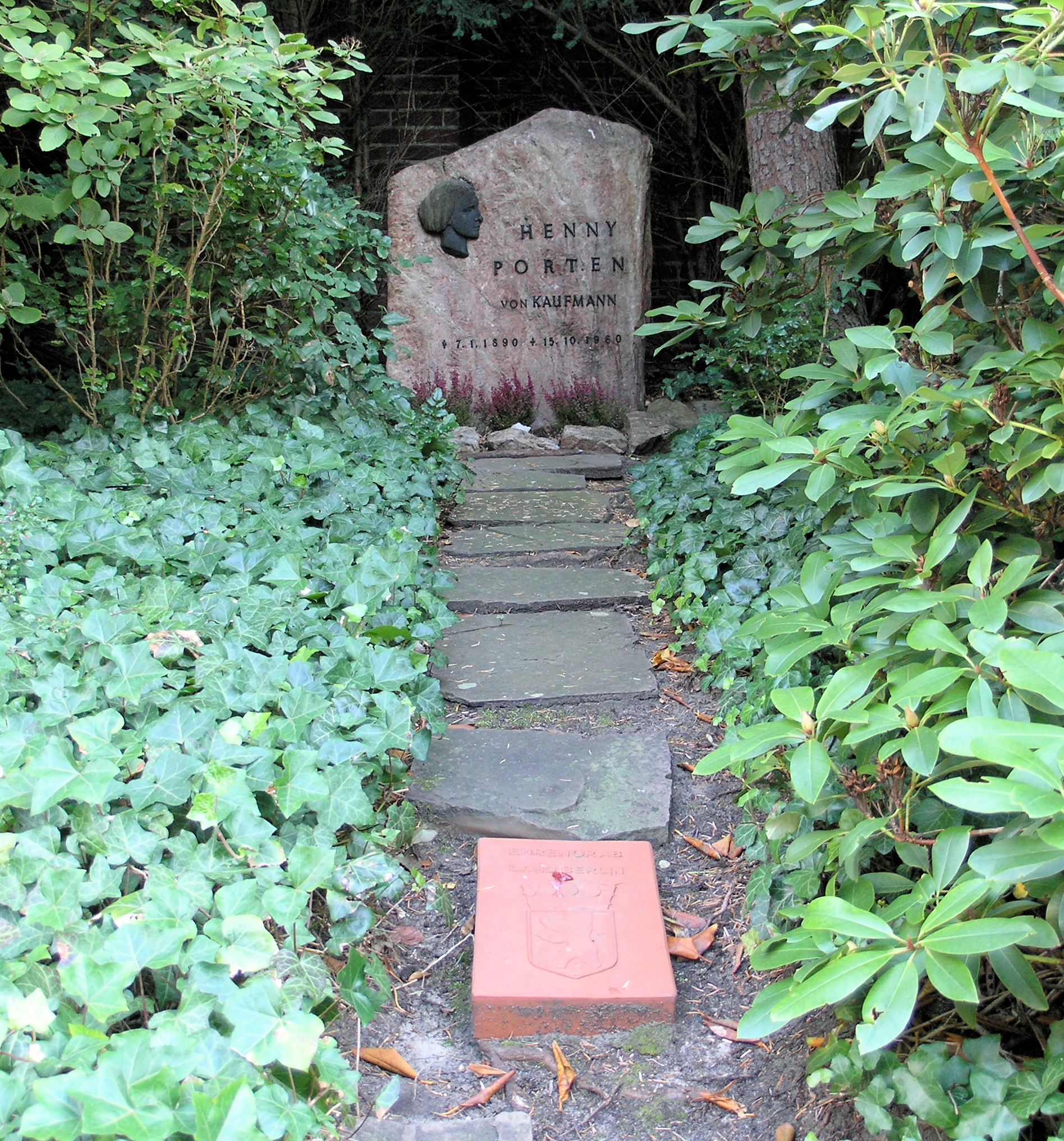
Gedenkstein für Henny Porten mit Ehrengrab-Markierung auf dem Kaiser-Wilhelm-Gedächtnis-Friedhof

Im Jahr 1960 erhielt sie das Große Verdienstkreuz des Verdienstordens der Bundesrepublik Deutschland. Am Haus Albrechtstraße 40 in Steglitz wurde eine Berliner Gedenktafel angebracht, die daran erinnert, dass im Vorgängerbau Henny Porten aufgewachsen ist.
Auf Beschluss des Berliner Senats ist die letzte Ruhestätte von Henny Porten seit 1984 als Ehrengrab des Landes Berlin gewidmet. Die Widmung wurde im Jahr 2005 um die übliche Frist von zwanzig Jahren verlängert. Die Ehrengrab-Markierung auf dem Kaiser-Wilhelm-Gedächtnis-Friedhof liegt nicht an der eigentlichen Grabstelle, der Friedhofskapelle, sondern an einem eigens errichten Gedenkstein in der Form eines Grabsteins an der Südmauer des Friedhofs. Der Gedenkstein trägt ein Porträtrelief sowie Lettern aus Bronze.
Die Henny-Porten-Straße in ihrer Geburtsstadt Magdeburg wurde ihr zu Ehren benannt.

## Filmografie (Auswahl)
- 1906: Meißner Porzellan (erste Rolle)
- 1906: Apachentanz
- 1911: Gefährlicher Liebeskampf zweier Frauen
- 1911: Das Liebesglück der Blinden
- 1911: Tragödie eines Streiks
- 1911: Das Adoptivkind
- 1911: Des Künstlers Untergang
- 1911: Geächtet
- 1911: Ein Duell ohne Zeugen
- 1911: Im Glück vergessen
- 1911: Des Lebens Würfelspiel
- 1911: Adressatin verstorben
- 1911: Das Glöckchen des Glücks
- 1912: Gespenst der Vergangenheit
- 1912: Jung und alt
- 1912: Der Schatten des Meeres
- 1912: Um Haaresbreite
- 1912: Die Toten schweigen
- 1912: Königin der Nacht
- 1913: Des Pfarrers Töchterlein
- 1913: Erloschenes Licht
- 1913: Eva
- 1913: Ihr guter Ruf
- 1913: Der Feind im Land
- 1913: Komtesse Ursel
- 1913: Der wankende Glaube
- 1914: Ihre Hoheit
- 1914: Gretchen Wendland
- 1914: Bergnacht
- 1914: Die große Sünderin
- 1914: Das Tal des Traumes
- 1914: Nordlandrose
- 1914: Alexandra
- 1915: Der Sieg des Herzens
- 1915: Die Wellen schweigen
- 1915: Nur nicht heiraten
- 1915: Auf der Alm, da gibt’s ka Sünd
- 1915: Märtyrerin der Liebe
- 1915: Das Schicksal der Gabriele Stark
- 1916: Abseits vom Glück
- 1916: Gelöste Ketten
- 1916: Ihr bester Schuß
- 1916: Der Liebesbrief der Königin
- 1916: Der Ruf der Liebe
- 1916: Der Schirm mit dem Schwan
- 1916: Das wandernde Licht
- 1916: Die Räuberbraut
- 1917: Die Claudi vom Geiserhof
- 1917: Die Faust des Riesen
- 1917: Feenhände
- 1917: Gefangene Seele
- 1917: Höhenluft
- 1917: Die Ehe der Luise Rohrbach
- 1917: Die Prinzessin von Neutralien
- 1917: Christa Hartungen
- 1918: Gräfin Küchenfee
- 1918: Edelsteine
- 1918: Das Geschlecht derer von Ringwall
- 1918: Die blaue Laterne
- 1918: Agnes Arnau und ihre drei Freier
- 1918: Das Maskenfest des Lebens
- 1918: Die Heimkehr des Odysseus
- 1918: Die Sieger
- 1918: Auf Probe gestellt
- 1919: Die Dame, der Teufel und die Probiermamsell
- 1919: Die lebende Tote
- 1919: Irrungen
- 1919: Ihr Sport
- 1919: Die Fahrt ins Blaue
- 1919: Die beiden Gatten der Frau Ruth
- 1919: Die Schuld
- 1919: Rose Bernd
- 1920: Monica Vogelsang
- 1920: Kohlhiesels Töchter
- 1920: Anna Boleyn
- 1921: Die Geierwally
- 1921: Hintertreppe
- 1922: Frauenopfer
- 1922: Sie und die Drei
- 1923: Inge Larsen
- 1923: Der Kaufmann von Venedig
- 1923: Die Liebe einer Königin
- 1923: Das alte Gesetz
- 1923: I.N.R.I.
- 1923: Das Geheimnis von Brinkenhof[12]
- 1924: Mutter und Kind
- 1924: Prater
- 1924: Gräfin Donelli
- 1924: Das goldene Kalb
- 1925: Kammermusik
- 1925: Das Abenteuer der Sybille Brant
- 1926: Rosen aus dem Süden
- 1926: Wehe, wenn sie losgelassen
- 1926: Die Flammen lügen
- 1927: Meine Tante – Deine Tante
- 1927: Violantha
- 1927: Die große Pause
- 1928: Liebe und Diebe
- 1928: Liebe im Kuhstall
- 1928: Lotte
- 1928: Zuflucht
- 1929: Die Frau, die jeder liebt, bist Du!
- 1929: Mutterliebe
- 1929: Die Herrin und ihr Knecht
- 1930: Skandal um Eva
- 1930: Kohlhiesels Töchter (Tonfilm)
- 1931: 24 Stunden aus dem Leben einer Frau
- 1931: Luise, Königin von Preußen
- 1934: Mutter und Kind
- 1935: Krach im Hinterhaus
- 1938: War es der im 3. Stock?
- 1941: Komödianten
- 1943: Symphonie eines Lebens
- 1943: Wenn der junge Wein blüht
- 1944: Neigungsehe
- 1944: Familie Buchholz
- 1950: Absender unbekannt
- 1954: Carola Lamberti – Eine vom Zirkus
- 1955: Das Fräulein von Scuderi
- 1958: Das gab’s nur einmal (Kompilationsfilm, bestehend aus alten Ausschnitten von Porten-Filmen)

## Fernsehen (Auswahl)
- 1957: Kinder, wie die Zeit vergeht
- 1957: Als die Leinwand sprechen lernte
- 1957: Was war hier los?